# Adriana Leon
Adriana Leon, née le 2 octobre 1992 à Mississauga (Ontario), est une joueuse internationale canadienne de soccer qui évolue au poste d'attaquante. Elle joue pour Aston Villa.

## Biographie
Adriana Leon naît à Mississauga mais grandit à Maple, un secteur de Vaughan (Ontario) et à King City (Ontario), deux localités situées au nord de Toronto. En 2009, à 17 ans, elle entre dans le programme national de formation.

### En club
Elle fréquente l'université de Floride de 2010 à 2013 où elle s'aligne pour les Gators. En club, elle joue pour les Breakers de Boston en 2013, puis pour les Red Stars de Chicago depuis 2013.
Le 12 janvier 2019, elle rejoint West Ham.
Le 11 septembre 2023, Adriana Leon quitte Manchester United pour signer à Aston Villa pour deux ans,.

### En sélection
Elle fait partie de l'équipe canadienne lors du Championnat de la CONCACAF des moins de 20 ans en 2010, et participe à la Coupe du monde des moins de 20 ans au Japon en 2012.
Le 12 janvier 2013, à l'âge 20 ans, elle fait ses débuts avec l'équipe nationale féminine lors d'un tournoi amical contre la Chine; elle marque l'unique but de ce match,. Elle est sélectionnée pour la Coupe du monde de 2015, où elle participe à quatre matchs, dont un comme titulaire. En 2023, elle participe à la coupe du monde de soccer féminin.

## Palmarès

### En équipe nationale
Équipe du Canada :
- Médaille d'or aux Jeux olympiques de Tokyo 2020.